# Черноморская шемая
Шемая черноморская (лат. Alburnus sarmaticus) — лучепёрая рыба из семейства карповых.

## Описание
Длина тела до 25 см, масса до 150 г. Продолжительность жизни составляет около 5-6 лет. Тело удлинённое, стройное, невысокое, сжатое с боков. Рот срезанный косо. Нижняя челюсть выступает несколько вперед. Чешуя сидит плотно. Спина тёмно-серая или буроватая с зеленоватым или синеватым оттенком. Бока серовато-серебристые с зеленоватым отливом. Брюхо серебристо-белое. Все плавники серого цвета. Спинной и хвостовой иногда с невнятной темной каймой. На время нереста у самцов на голове и частично на теле появляются многочисленные роговые бугорки.

## Ареал
Вид известен из рек северо-западной части Чёрного моря (от Дуная до Днепра), опресненных приустьевых участков моря и опреснённых лиманов. Сейчас вид практически исчез в бассейнах Дуная и Днестра, стал очень малочисленным в низовьях Южного Буга и Днепра.

## Биология
Полупроходная стайная пелагическая-придонная рыба. Выдерживает различную солёность воды. Нагуливается в лиманах, приустьевых и устьевых участках рек и на смежных опресненных морских участках. Для нереста рыбы мигрирует в реки. Образует локальные популяции, приуроченные к определенным речным бассейнам. Миграция в реки начинается осенью (с конца августа-сентября) или рано весной (с конца февраля или в марте-апреле). Размножение происходит с конца апреля по начало июля. Икра клейкая, откладывается двумя порциями на участках с чистой водой и быстрым течением на каменистом, галечном или ракушечно-песчаном грунте. После нереста производители, позже и молодь, скатываются в солоноватые воды на нагул. Молодь питается зоопланктоном, личинками насекомых. Взрослые рыбы питаются крупным планктоном, личинками и взрослыми насекомыми, мелкими рыбами и их личинками.

## Охрана
Вид занесён в Красную книгу Украины (2009).